# Faustverleihung 2013
Die achte Verleihung des Deutschen Theaterpreises Der Faust fand am 16. November 2013 in der Staatsoper im Schillertheater in Berlin in Anwesenheit des Bundespräsidenten Joachim Gauck und des Regierenden Bürgermeisters Klaus Wowereit statt. Er wird in Kooperation mit der Kulturstiftung der Länder, der Deutschen Akademie der Darstellenden Künste und einem jährlich wechselnden Bundesland vergeben. Finanziert wurde die Veranstaltung von der Stiftung Deutsche Klassenlotterie Berlin, der Kulturstiftung der Länder und dem Deutschen Bühnenverein.

## Kategorien
- Beste Regie im Schauspiel: Luk Perceval, „Jeder stirbt für sich allein“, Thalia Theater Hamburg
- Beste darstellerische Leistung im Schauspiel: Constanze Becker, Medea in „Medea“, Schauspiel Frankfurt
- Beste Regie im Musiktheater: Claus Guth, „Pelléas et Mélisande“, Oper Frankfurt
- Beste Sängerdarstellerleistung im Musiktheater: Christian Gerhaher, Pelléas in „Pelléas et Mélisande“, Oper Frankfurt
- Beste Choreographie: Bridget Breiner, „Ruß“, Ballett im Revier Gelsenkirchen
- Beste darstellerische Leistung im Tanz: Anna Süheyla Harms, in allen sechs Stücken aus dem Ballettabend „Future 6“, Gauthier Dance, Theaterhaus Stuttgart (Kooperation mit der Schauburg (München))
- Beste Regie Kinder- und Jugendtheater: Mina Salehpour, „Über Jungs“, Grips-Theater Berlin
- Beste Ausstattung Kostüm/Bühne: Annette Kurz, „Jeder stirbt für sich allein“, Thalia Theater Hamburg
- Lebenswerk: Inge Keller
- Preis des Präsidenten: Gesamtensemble des Staatsschauspiels Stuttgart für seinen Entdeckermut, seine Improvisationskraft sowie für seine nicht nachlassende Intensität und produktive Gelassenheit angesichts der skandalösen Sanierungssituation des Schauspielhauses